# 朝が来ますように
『朝が来ますように』（原題・ヘブライ語: ויהי בוקר）は、エラン・コリリン監督・脚本による2021年のイスラエルのドラマ映画である。パレスチナ系イスラエル人作家のサイード・カシュアによるヘブライ語小説が原作である。2021年の第74回カンヌ国際映画祭の「ある視点」部門に選出されたが、「イスラエル映画」としてカテゴライズされたことに不満を持ったパレスチナ人キャストたちは抗議の意を込めて映画祭参加を辞退した。第94回アカデミー賞国際長編映画賞にイスラエル代表作として出品された。

## プロット
パレスチナ生まれのイスラエル市民が弟の結婚式に出席するために故郷へと戻るが、イスラエル兵によって道が封鎖されたことでエルサレムに帰れなくなってしまう。

## キャスト
- アレックス・バクリ
- ジュナ・スレイマン
- サリム・ダウ（フランス語版）
- エハブ・サラミ
- カリファ・ナトゥール（英語版）